# پادوی هتل
پادوی هتل (انگلیسی: The Bellboy) یک فیلم کمدی به تهیه‌کنندگی، کارگردانی و بازیگری جری لوئیس است که در سال ۱۹۶۰ منتشر شد.

## بازیگران
- بیل ریچموند در نقش استن لورل
- والتر وینچل (راوی)
- جری لوئیس
- میلتون برل
- جک کروشن